# Noir comme le souvenir
Pour plus de détails, voir Fiche technique et Distribution.
Noir comme le souvenir est un film français réalisé par Jean-Pierre Mocky, sorti en 1995.

## Synopsis
Dans une petite ville, il y a dix-sept ans, Garance a été enlevée, puis son corps a été retrouvé décapité et brulé. L'assassin n'a pas été identifié. Les parents, Chris Corday (Matthias Habich) et Caroline (Jane Birkin) ont divorcé. Caroline s'est remariée avec David Wahl (Benoît Régent), docteur. Ils ont un fils Greg et une fille Mélinda. Aujourd'hui tout le monde semble avoir oublié. Une succession d'évènements se produisent accompagnés d'orchidées noires : Caroline entend la voix de Garance dans l'entrepôt de la boutique de son amie Lucie (Sabine Azéma). L'ange sur la tombe de Garance est décapité. La poupée clown de Garance, disparue avec elle, réapparait. Pamela (Bénédicte Loyen), seule témoin de l'enlèvement de Garance, est poignardée chez elle. Mélinda parle de sa nouvelle copine Garance, belle blonde aux yeux bleus. 
Le fossoyeur est assommé dans le cimetière. Tom Jérôme (Jean-François Stévenin), inspecteur de police, amant de Lucie, reprend l'enquête. Tina Morgane, employée de Lucie est assommée dans l'entrepôt de la boutique. Chris est blessé par balle à la porte de sa maison. Geneviève Longueville (Jany Holt) est menottée à son lit et sa maison est incendiée. L'inspecteur Vasseur qui a bâclé l'enquête, devenu détective privé, reçoit une flèche dans la nuque qui lui transperce le cou, chez lui. Guillaume Longueville (Michel Bertay), frère de Geneviève, au passé trouble, est noyé dans la piscine lors de la fermeture. Mélinda est enlevée devant son école.

## Fiche technique
- Réalisation : Jean-Pierre Mocky, assisté de Christophe Bier
- Scénario : Jean-Pierre Mocky et André Ruellan, d'après un roman de Carlene Thompson.
- Photographie : Edmond Richard
- Son : François Musy
- Musique : Gabriel Yared
- Producteur : Yannick Bernard
- Sociétés de production : Odessa Films, Koala Films, France 2 Cinéma, M6 Films
- Montage : Lola Doillon, Xavier Loutreuil, Jean-Pierre Mocky, Bruno Zincone
- Lieux de tournage : Baden, Schaffhausen
- Genre : policier
- Date de sortie : 9 août 1995

## Distribution
- Jane Birkin : Caroline Wahl, mère de Garance
- Sabine Azéma : Lucie, amie de Caroline
- Jean-François Stévenin : Inspecteur Tom Jérôme, amant de Lucie
- Benoît Régent : Le docteur David Wahl
- Matthias Habich : Chris Corday, père de Garance, ex-mari de Caroline, peintre
- Jenny Alpha : Fidelia, domestique des Wahl
- Vanessa Larré : Tina Morgane
- Jany Holt : Geneviève Longueville
- Michel Bertay : Guillaume Longueville, frère de Geneviève
- Bénédicte Loyen : Paméla (adulte)
- Marina Rollman : Mélinda Wahl, fille de Caroline et David
- Samuel Dupuy : Greg Wahl, fils de Caroline et David
- Dominique Zardi : Un enquêteur
- Jean Schlegel : Commissaire Vasseur
- Alain Fourès : Le prêtre
- Fabienne Barraud : La mère
- Claudine Berthet : La directrice

## Production

### Tournage
Le film a été tourné en Suisse : 
- Schaffhausen : les scènes dans les rues
  - Abbaye de Tous-les-Saints : les scènes de la fête de l'école
- Musée historique de Baden (de) et hôtel Blume (de) à Baden
- sur le Rheinfallquai à Neuhausen am Rheinfall : les scènes de la fête de village et l'enlèvement de Garance

## Autour du film
Noir comme le souvenir est le dernier film de l'acteur Benoît Régent, mort d'une rupture d'anévrisme à la fin du tournage. C'est aussi la dernière apparition sur grand écran de la comédienne Jany Holt ainsi que la première apparition à l’écran de l’humoriste et comédienne Marina Rollman.